# Okraj Trg
Okraj Trg (nemško Bezirk Feldkirchen) je upravni okraj zvezne dežele Koroške, Avstrija. Sedež okraja je v mestu Trg (nemško Feldkirchen in Kärnten), ki je tudi sedež Mestne občine Trg.

## Občine v okraju
| Slika                     | Lega | Grb | Občina (slovensko) | Občina (nemško)            | Vrsta         | Preb. | Km2    | Preb. /km2 |
| ------------------------- | ---- | --- | ------------------ | -------------------------- | ------------- | ----- | ------ | ---------- |
| Klikni za spremembo slike |      |     | Kamna vas          | Steindorf am Ossiacher See | občina        | 3708  | 29,60  | 130        |
| Klikni za spremembo slike |      |     | Klanek             | Glanegg                    | občina        | 1919  | 25,16  | 70         |
| Klikni za spremembo slike |      |     | Knežova            | Gnesau                     | občina        | 1142  | 78,67  | 13         |
| Klikni za spremembo slike |      |     | Osoje              | Ossiach                    | občina        | 724   | 17,34  | 46         |
| Klikni za spremembo slike |      |     | Rajnava            | Reichenau                  | občina        | 1958  | 113,99 | 15         |
| Klikni za spremembo slike |      |     | Sokovo             | Himmelberg                 | občina        | 2336  | 56,85  | 41         |
| Klikni za spremembo slike |      |     | Sveti Urban        | St. Urban                  | občina        | 1523  | 27,27  | 58         |
| Klikni za spremembo slike |      |     | Šent Rupert        | Albeck                     | občina        | 1091  | 99,32  | 9,8        |
| Klikni za spremembo slike |      |     | Šterska Gora       | Steuerberg                 | občina        | 3708  | 32,76  | 48         |
| Klikni za spremembo slike |      |     | Trg                | Feldkirchen in Kärnten     | mestna občina | 14276 | 77,51  | 186        |